# 日経スペシャル 未来世紀ジパング〜沸騰現場の経済学〜
『日経スペシャル 未来世紀ジパング〜沸騰現場の経済学〜』（にっけいスペシャル みらいせいきジパング ふっとうげんばのけいざいがく）は、テレビ東京系列にて、2011年（平成23年）11月14日から2019年（令和元年）9月18日
まで放送されていた経済ドキュメンタリー番組である。全364回。通称は『未来世紀ジパング』、略称は『ジパング』。英語表記は「FUTURE CENTURY ZIPANGU」。

## 概要
日本経済新聞社が広告・制作に協力する『日経スペシャル』の第3弾となる番組。最新の経済事情のホットな現場を取材するルポルタージュを中心軸に、専門家・有識者ら「沸騰ナビゲーター」とゲストとの対談などを通し、世界各地の政治経済・社会情勢を分かりやすく伝える。
初回は放送時間を拡大し、20:00 - 22:48の3時間スペシャルでの放送で、沸騰ナビゲーターとして池上彰が出演。以降の放送でも、池上の海外取材などで構成する冠企画「池上彰スペシャル」を、随時放送している。
2012年8月12日の16:00 - 16:55枠で、『特別編!世界の沸騰現場を池上彰が『線で結んで』解説!』と題し、沸騰ナビゲーターは、この日で9回目となる池上彰が出演、これまでに取材してきた「沸騰の現場」についての総括、かつレギュラー放送を視聴したことのない人に向けての番組宣伝も兼ねた内容で、初めてレギュラー放送されている月曜22時台以外の日曜日かつ夕方に放送された。
なお、放送開始から2014年3月までは、SHELLY（タレント）と大浜平太郎（テレビ東京報道局キャスター）が司会を担当。同年4月から2016年1月4日放送分までは、SHELLYの単独司会体制へ移行するとともに、テレビ東京の女性アナウンサー（大橋未歩 → 秋元玲奈）が進行役を務めていた。
SHELLYが2016年1月から第1子の産前産後休暇に入ったため、同月11日放送分からは、SHEELYと縁の深い芸能人（小島瑠璃子、ハリー杉山、ホラン千秋、山口もえ、ユージなど）が「SHELLYフレンズ」と称して交互に友情出演。また、暫定措置として秋元が司会に昇格したほか、大浜も司会に復帰していた。
SHELLYは、第1子の出産を経て、2016年4月25日放送分より司会に復帰。これを機に、大浜が再び降板したうえで、SHELLY・秋元による共同司会体制へ移行した。2017年9月25日放送分からは、第1子の産前産後休暇に入る秋元に代わって、後輩アナウンサーの片渕茜が進行を担当。SHELLYも2018年2月に第2子の出産を控えているため、2017年12月18日放送分からは、内田恭子（フジテレビ出身のフリーアナウンサー）をSHELLYの代役に立てる。内田はゲストとして過去に当番組へ数回出演していたが、テレビ東京制作番組でのレギュラー司会は、この代演による起用が初めてである。
視聴率は、おおむね6 -7%台で推移（ビデオリサーチ調べ、関東地区・世帯・リアルタイム）。池上が出演する場合や、中国・韓国を取り上げる場合には、特に高い視聴率を記録するという（ビデオリサーチ調べ、関東地区・世帯・リアルタイム）。2016年以降は、エンターテインメント性や視聴率が高く、陳腐化しにくい過去の放送内容をまとめた単行本や電子書籍を随時販売している（詳細後述）。
レギュラー放送での最高視聴率は、アメリカ、中国、韓国、フィリピン、インドネシア、イタリアなど数ヶ国を取り上げた2016年11月21日放送分の『第239回 池上彰の緊急スペシャル "世界激変"そのとき日本は!?』の8.4%。放送枠を拡大したスペシャル版を含めれば、2017年4月10日放送分の『第256回 池上彰の世界激変3時間スペシャル 世界を分断する"見えない壁" そのとき日本は?』で記録した9.2%（いずれもビデオリサーチ調べ、関東地区・世帯・リアルタイム）が最高視聴率に当たる。
なお、テレビ東京では2018年4月改編で、月曜日22時台の放送枠を『ドラマBiz』(「日経スペシャル」シリーズの連続ドラマ枠)に転換。当番組では、同月11日放送分から放送枠を毎週水曜日の22:00 - 22:54へ移動したうえで、前枠番組（『家、ついて行ってイイですか?』）からのステブレレスで開始するようになった。さらに、基本として週替わりで出演していた「沸騰ナビゲーター」に代わって、鎌田靖（NHKの社会部記者出身で池上の後輩に当たるフリージャーナリスト）が「ナビゲーター」としてレギュラー陣へ加わった。
番組開始から8年近くにわたって放送されてきたが、2019年9月18日放送分で終了。最終回では、放送枠を22:00 - 23:24へ拡大したうえで、『未来世紀ジパング〜総力取材!世界の沸騰現場から日本の未来が見える〜スペシャル』というタイトルで放送した。

## 出演者

### 司会
- 大浜平太郎（テレビ東京報道局キャスター、番組開始 - 2014年3月17日、2016年1月11日 - 4月18日）
  - 当番組の直後に放送する『ワールドビジネスサテライト』のキャスター復帰に伴って降板。降板前までコンビを組んでいたSHELLYの産前産後休暇中に、同番組のキャスターを続けながら、暫定措置として当番組に復帰していた。
- 内田恭子（2017年12月18日 - 2018年5月2日）
  - SHELLYの第二子懐妊に伴う産前産後休暇中に、進行役として出演。
- SHELLY（放送開始 - 2016年1月4日、2016年4月25日 - 2017年12月11日、2018年5月9日 - 2019年9月18日）
  - 2012年3月12日放送分までは、後述する「SHELLY Presents『ザ・買い時』」の進行も担当。秋元と同じく、日本以外の国を取り上げる場合に、単独（または「沸騰ナビゲーター」と共同）で現地取材へ赴くこともあった。産前産後休暇を経て司会に復帰[3]。

### 進行
- 大橋未歩（担当期間中はテレビ東京アナウンサー、2014年3月31日 - 2015年3月16日）
  - 2014年6月9日放送分では、SHELLYが急病で収録を休んだため、司会を兼任した。2015年4月改編から始まった『チャージ730!』（平日早朝の生放送番組）のメインキャスター起用を機に降板。
- 秋元玲奈（テレビ東京アナウンサー、2015年3月30日 - 2017年9月11日）
  - 2015年3月30日放送分から進行役として出演。日本以外の国を取り上げる場合に、単独（または「沸騰ナビゲーター」と共同）で現地取材を担当することもある。SHELLYが産前産後休暇へ入ったことを機に、司会へ昇格。SHELLYの復帰後も、司会陣に名を連ねていた。2017年9月11日の放送を最後に産前産後休業に入ったため降板。
- 片渕茜（テレビ東京アナウンサー、2017年9月25日  - 2019年9月18日）
  - 2017年9月25日放送分から、産前産後休業に入った秋元玲奈の後を受けて進行役として出演[7]。

### ナビゲーター
- 鎌田靖（2018年4月11日 -  2019年9月18日）
  - スタジオでの解説に加えて、片渕やゲストパネラーの一部と共に、ロケ取材を随時担当。特別企画で池上と共演することもあった。

#### 沸騰ナビゲーター（2018年3月以前）
- 毎回1名が出演。

### ゲストパネラー
以下の有識者・芸能人から1- 4名が出演。
- 竹田圭吾
  - 2015年9月にがんを治療中であることを公表してからも、同年末まで随時出演していた。2016年1月10日に、膵臓癌のため死去。
- 岩崎夏海
- 伊集院敦（日本経済研究センターアジア研究本部研究員）
- 大和田獏
- 黒宮ニイナ
- 後藤康浩（亜細亜大学教授・元日本経済新聞社アジア部長/編集委員 ）
- 坂下千里子
- 佐々木俊尚
- 周来友
- 鈴木ちなみ
- デーブ・スペクター
- 宋文洲
- ジョナサン・ソーブル（ニューヨーク・タイムズ特派員）
- 高橋英樹
- 高橋真麻
- 田山涼成
- 夏野剛
- にしゃんた
- パトリック・ハーラン（パックンマックン）
- 峰竜太
- 宮崎美子
- 山口義行（立教大学名誉教授、経済学者）
- 米倉誠一郎

以上の人物に加えて、当日の放送で取り上げる国・地域の出身で、日本に留学・居住中の人物が出演することもある。SHELLYの産前産後休暇前までは、毎回3名のパネラーが登場。休暇中は、3名のパネラーに加えて、「SHELLYフレンズ」から1名をパネラーに起用している。

## 主なコーナー

### SHELLY Presents「ザ・買い時」
話題になっている商品・事象について、買い時や始め時はいつがよいかをSHELLYが進行・紹介する。まず、パネラーと沸騰ナビゲーター、大浜に「○○を持っていますか?」を○×形式でアンケートを取り、その後VTRで話題になっている商品・事象について紹介。最後に再び、「○○を買いたいと思いますか?」を○×形式で回答する。2012年3月12日放送分でコーナー終了。

### 沸騰の現場
「沸騰ナビゲーター」がスタジオに登場したうえで、取材VTRを交えながら、取り上げるテーマの背景や実情を解説する。テーマによっては、池上をはじめ、ナビゲーター自身が取材に赴くことがある。番組開始当初は、エンディングの前に「未来予測」を発表。「ザ・買い時」を終了させてからは、2018年4月のリニューアルで終了するまで、番組唯一のコーナーとして扱われていた。

### 今週の目
放送曜日の変更や鎌田の出演開始に伴うリニューアルを機に新設されたエンディングコーナーで、本編を収録した後のスタジオから、鎌田・内田→SHELLY・片渕が出演。当日の収録で扱ったテーマについて、鎌田が内田→SHELLYと片渕を相手に、私見や今後の見通しを語っていた。
シリーズ番組の『日経スペシャル　カンブリア宮殿』でも、公開収録方式で放送していた初期に、ノンタイトルながら趣旨や演出が同じコーナーをエンディング付近に編成。メインインタビュアーの村上龍と、サブインタビュアーの小池栄子が、公開収録後のスタジオセットで収録の感想などを述べ合っていた(非公開収録への移行後に村上の書き下ろし原稿に収録・取材映像を組み合わせた「編集後記」へ変更)。

## 放送リスト
| 2011年 | 2011年   | 2011年            | 2011年                                                       | 2011年                 | 2011年                                                        |
| 回     | 放送日   | 沸騰 ナビゲーター | サブタイトル                                                 | 沸騰現場               | 備考                                                          |
| ------ | -------- | ----------------- | ------------------------------------------------------------ | ---------------------- | ------------------------------------------------------------- |
| 1      | 11月14日 | 池上彰            | 海賊との闘い？アフリカ・ジブチ “日本式”が沸騰!？インドネシア | ジブチ、インドネシア   | 初回3時間特別番組 ソマリア沖海賊被害 インドネシア進出ラッシュ |
| 2      | 11月21日 | 浜矩子            | アリとキリギリス？ドイツ人が見たギリシャの実態               | ギリシャ、ドイツ       | ギリシャ経済危機                                              |
| 3      | 11月28日 | 関口和一          | 「我々は99%だ」の真相？アメリカ・ニューヨーク                | ニューヨーク           | ウォール街占拠デモ、 格差問題                                 |
| 4      | 12月5日  | 吉崎達彦          | 円高…最後のバーゲンチャンスがやってきた!                     | 韓国、ニュージーランド | 円高                                                          |
| 5      | 12月12日 | 後藤康浩          | 中国変調！？石ころに群がるチャイナマネー                     | 中国                   | 中国バブル経済                                                |
| 6      | 12月19日 | 池上彰            | 緊急生放送！・池上彰スペシャル！完全解説北朝鮮の行方         | 北朝鮮                 | 緊急生放送 金正日総書記死去                                   |
| 7      | 12月26日 | 池上彰            | 池上彰が見る「ニッポンの貿易はどうなる？」                   | ハワイ、チリ           |                                                               |

| 2012年 | 2012年   | 2012年            | 2012年                                                                          | 2012年                                    | 2012年                              |
| 回     | 放送日   | 沸騰 ナビゲーター | サブタイトル                                                                    | 沸騰現場                                  | 備考                                |
| ------ | -------- | ----------------- | ------------------------------------------------------------------------------- | ----------------------------------------- | ----------------------------------- |
| 8      | 1月9日   | 吉崎達彦          | 中国は「脅威」か、「パートナー」か                                              | 台湾                                      |                                     |
| 9      | 1月16日  | 畑中美樹          | 砂漠に出現！脱石油の超未来都市                                                  | アブダビ                                  |                                     |
| 10     | 1月23日  | 榊原英資          | インド・人口世界一へ…史上空前の結婚・出産ラッシュ                               | インド                                    | インド進出ラッシュ                  |
| 11     | 1月30日  | 後藤康浩          | 沸騰！ニッポンの鉱山                                                            | 日本                                      |                                     |
| 12     | 2月6日   | 山口聡            | 沸騰！消費税 増税の現場                                                         | イタリア、ドイツ                          |                                     |
| 13     | 2月13日  | 池上彰            | 池上彰が徹底取材！大統領選から見たアメリカ                                      | アメリカ                                  | 90分特別番組 アメリカ大統領選挙     |
| 14     | 2月20日  | 松本尚之          | アフリカ・ナイジェリア？世界一の映画都市“ノリウッド”                            | ナイジェリア                              |                                     |
| 15     | 2月27日  | 後藤康浩          | ポスト中国“格安”の拠点に潜入？バングラデシュ                                    | バングラデシュ                            | バングラデシュ進出ラッシュ          |
| 16     | 3月5日   | 関口和一          | マサイ族が携帯…裏に中国の野望                                                   | ケニア                                    |                                     |
| 17     | 3月12日  | 山口聡            | 沸騰！シニア世代の住まい選び！                                                  | 日本                                      |                                     |
| 18     | 3月19日  | 池田良穂          | 沸騰の現場 到来！豪華クルーズ時代                                               | イタリア                                  |                                     |
| 19     | 3月26日  | 田中陽            | 世界のスーパー・新たな潮流                                                      | 日本、アメリカ                            |                                     |
| 20     | 4月2日   | 畑中美樹          | 親日国トルコ・日の丸沸騰プロジェクト                                            | 日本、トルコ                              |                                     |
| 21     | 4月9日   | 工藤年博          | ミャンマーで大人気！日本の中古車                                                | ミャンマー、日本                          |                                     |
| 22     | 4月16日  | 畔蒜泰助          | 知られざる巨大国家ロシア その資源戦略とは？                                     | ロシア                                    |                                     |
| 23     | 4月23日  | 高橋一夫          | 黒船 "激安ホテル予約サイト"で沸騰する海外旅行                                   | アメリカ                                  |                                     |
| 24     | 4月30日  | 後藤康浩          | 世界最大のリゾートはマカオ！？                                                  | 中国・マカオ                              | マカオ進出ラッシュ                  |
| 25     | 5月7日   | 藤巻健史          | 沸騰の現場 日本脱出！？日本の個人資産はどこへ行く？                             | マレーシア、シンガポール、 ハワイ         |                                     |
| 26     | 5月14日  | 池上彰            | 緊急！池上彰SP "重慶スキャンダル"知られざる真相                                 | 中国                                      | 薄熙来事件                          |
| 27     | 5月21日  | 高柳正盛          | アジアで沸騰！やっぱりニッポン式は強かった！                                    | 韓国、タイ、ベトナム                      |                                     |
| 28     | 5月28日  | 田中陽            | 北欧デザインの底力 イケア、そして100円ショップ上陸                              | スウェーデン、デンマーク                  |                                     |
| 29     | 6月4日   | 太田泰彦          | 我が家に、家政婦が来る日？進化する出稼ぎ大国                                    | フィリピン                                |                                     |
| 30     | 6月11日  | 関谷英里子        | 南太平洋の楽園で合宿"格安"英会話                                                | フィジー                                  |                                     |
| 31     | 6月18日  | 後藤康浩          | カナダでゴールドラッシュ！？"黒い金"が世界を変える                              | カナダ                                    |                                     |
| 32     | 6月25日  | 浜矩子            | ユーロ動乱第2弾 揺れる通貨…その行方                                             | ギリシャ                                  | ギリシャ経済危機                    |
| 33     | 7月9日   | 池上彰            | 池上彰シリーズ『これからの日本を考える』第1弾 "核のゴミ"の行方                  | フィンランド、日本                        |                                     |
| 34     | 7月16日  | 森永卓郎          | 世界に羽ばたけ！ニッポンの至宝"新幹線"                                          | 日本                                      |                                     |
| 35     | 7月23日  | 田中陽            | メガネにシューズ！常識破りのネット通販                                          | ラスベガス                                |                                     |
| 36     | 7月30日  | 池上彰            | 幸福度vs経済成長？前編・幸せの国の真実                                          | ブータン                                  |                                     |
| 37     | 8月6日   | 池上彰            | 幸福度vs経済成長？後編・幸せの国が教えること                                    | ブータン                                  |                                     |
| 38     | 8月13日  | 池上彰            | 畑中美樹                                                                        | 謎の大国サウジアラビア…急接近するニッポン | サウジアラビア、 石油バブル崩壊     |
| 39     | 8月20日  | 前間孝則          | 世界に羽ばたく！ニッポンの技術(2) 復活"日の丸"ジェット！                        | 日本                                      |                                     |
| 40     | 8月27日  | 辛坊治郎          | ユーロ動乱 第3弾 危機の本質…スペインバブル崩壊                                  | スペイン、ギリシャ                        | スペイン経済危機、 ギリシャ経済危機 |
| 41     | 9月3日   | 吉村和就          | 世界に羽ばたく！ニッポンの技術(3)世界一きれいな水を作る                         | 日本、カンボジア                          |                                     |
| 42     | 9月17日  | 吉崎達彦          | 鉄道が世界の街を変える！                                                        | 日本、フランス                            |                                     |
| 43     | 9月24日  | 後藤康浩          | "魔の三角地帯"が中国の経済特区に                                                | 中国                                      |                                     |
| 44     | 10月1日  | 関口和一          | 世界に羽ばたく！ニッポンの技術(4)「日米 電気自動車 戦争」                       | 日本、サンフランシスコ                    |                                     |
| 45     | 10月8日  | 池上彰            | 池上彰が尖閣諸島へ！ 緊急取材"ニッポンの国境線"                                 | 尖閣諸島                                  | 尖閣諸島抗議デモ                    |
| 46     | 10月15日 | 辛坊治郎          | 検証・太陽光発電はバブルか？                                                    | 日本、ドイツ                              |                                     |
| 47     | 10月22日 | 財部誠一          | 世界に羽ばたく！ニッポンの技術(5)"最後の砦！デジカメ"                           | 日本、ドイツ、インド                      |                                     |
| 48     | 10月29日 | 後藤康浩          | 中国の行方？反日デモの裏で起きていたこと                                        | 中国                                      | 中国反日デモ                        |
| 49     | 11月5日  | 山口義行          | 世界に羽ばたく！ニッポンの技術第6弾 日本食ブーム！陰の主役・食品ロボット        | 日本、オーストラリア                      |                                     |
| 50     | 11月12日 | 池上彰            | 池上彰の"強いアメリカ、弱いアメリカ" 第一弾 "不思議の国"から読み解く            | アメリカ                                  | アメリカ大統領選挙、 産業空洞化     |
| 51     | 11月19日 | 池上彰            | 池上彰の"強いアメリカ、弱いアメリカ" 第二弾 メードインUSAが奇跡の復活！？       | アメリカ                                  | アメリカ大統領選挙、 産業空洞化     |
| 52     | 11月26日 | 辛坊治郎          | 世界に羽ばたく！ニッポンの技術第7弾 ガラパゴスでも世界で大ヒット！文房具&炊飯器 | 日本、フランス、アメリカ                  |                                     |
| 53     | 12月10日 | 後藤康浩          | バナナとレアアース？価格暴落の裏側に中国の戦略と誤算                            | フィリピン、中国                          | 南沙諸島領有問題、 資源バブル崩壊   |
| 54     | 12月17日 | 太田泰彦          | 美女と石油…独裁者チャベスの知られざるベネズエラ                                 | ベネズエラ                                |                                     |
| 55     | 12月24日 | 池上彰            | 池上彰の年末解説スペシャル！2012世界が伝えたニッポン                            | 日本、トルコ、パナマ、 サウジアラビア     | 90分特別番組                        |

| 2013年 | 2013年   | 2013年            | 2013年                                                                         | 2013年                          | 2013年                                |
| 回     | 放送日   | 沸騰 ナビゲーター | サブタイトル                                                                   | 沸騰現場                        | 備考                                  |
| ------ | -------- | ----------------- | ------------------------------------------------------------------------------ | ------------------------------- | ------------------------------------- |
| 56     | 1月7日   | 江原幸雄          | 日本の新エネルギー第1弾…"地熱発電"の可能性とは？                               | 日本、アイスランド              |                                       |
| 57     | 1月14日  | 辛坊治郎          | 日本の新エネルギー第2弾…"海洋発電"無限の可能性！？                             | 日本、イギリス                  |                                       |
| 58     | 1月21日  | 竹中平蔵          | ニッポンは売りか買いか？徹底解剖"アベノミクス"                                 | 日本、アメリカ                  |                                       |
| 59     | 1月28日  | 青井倫一          | 世界を席巻！日本食第1弾…目指せ！世界遺産                                       | 日本、フランス                  |                                       |
| 60     | 2月4日   | 高柳正盛          | 世界を席巻する日本食第2弾…沸騰！日本式"ファストフード"                         | 日本、ロシア、台湾              |                                       |
| 61     | 2月11日  | 財部誠一          | 日本人が知らない衝撃の韓国〜その光と影                                         | 韓国、日本                      | 韓国格差問題                          |
| 62     | 2月18日  | 後藤康浩          | "東京都バンコク区"…日本企業が殺到するタイ                                      | タイ                            | タイ進出ラッシュ                      |
| 63     | 2月25日  | 小林賢一          | 世界に羽ばたく！ニッポンの技術第8弾 進化するロボット                           | デンマーク、日本                |                                       |
| 64     | 3月4日   | 池上彰            | 池上彰"奇跡のアフリカ"第1弾 飢餓・貧困の大地が大変貌！                         | ケニア、ウガンダ、 モザンビーク |                                       |
| 65     | 3月11日  | 池上彰            | 池上彰"奇跡のアフリカ"第2弾 ハイパーインフレのジンバブエは今…                  | ジンバブエ、南アフリカ          |                                       |
| 66     | 3月18日  | 山口聡            | 世界に羽ばたく！ニッポンの技術(9)…トヨタを超える！？医療産業の底力             | 日本、イラク                    |                                       |
| 67     | 3月25日  | 財部誠一          | 世界に羽ばたく！ニッポンの技術(10)〜知られざる最新エレベーター〜               | 日本、中国                      |                                       |
| 68     | 4月1日   | 市川宏雄          | 知られざる東京改造計画                                                         | 日本                            |                                       |
| 69     | 4月8日   | 坂口安紀          | 緊急取材！ベネズエラ 反米大統領チャベス死す                                    | ベネズエラ                      | チャベス大統領死去                    |
| 70     | 4月15日  | 夏野剛            | 無料通話&メールで沸騰！"LINE"秘めた実力                                        | 日本、タイ、スペイン            |                                       |
| 71     | 4月22日  | 後藤康浩          | 中国環境汚染の実態…PM2.5の元凶は？                                             | 中国、日本                      | 中国大気汚染                          |
| 72     | 4月29日  | 山口義行          | 海外旅行VS国内旅行…復活期すグアムと沸騰する石垣島                              | グアム、石垣島                  |                                       |
| 73     | 5月6日   | 畠中克弘          | 解体！改修！耐震&免震！世界に羽ばたくニッポンの建設技術                        | 日本、インドネシア              | インドネシア進出ラッシュ              |
| 74     | 5月13日  | 後藤康浩          | "日本流"が沸騰！チャイナ＋1を超えたベトナム                                    | ベトナム                        | 西沙諸島領有問題 ベトナム進出ラッシュ |
| 75     | 5月20日  | 夏野剛            | 日本式"社会貢献ビジネス"、世界へ                                               | カンボジア、アメリカ            |                                       |
| 76     | 5月27日  | 財部誠一          | シェール革命はニッポンの救世主か？                                             | アメリカ                        | シェールガス革命                      |
| 77     | 6月3日   | 田中陽            | シリコンバレーで「お〜いお茶」が沸騰！日本茶が、最強の輸出品！？               | アメリカ、ドイツ                |                                       |
| 78     | 6月10日  | 池上彰            | 奇跡のアフリカ第三弾 動乱エジプトを徹底解説                                    | エジプト                        | 2時間特別番組 エジプト動乱            |
| 79     | 6月17日  | 池上彰            | 奇跡のアフリカ第四弾 貧しい人を救う...BOPビジネスとは！？                      | ガーナ、南アフリカ、ケニア      |                                       |
| 80     | 6月24日  | 山口聡            | ニッポンの医療、世界へ！第2弾                                                  | メキシコ、ロシア、日本          |                                       |
| 81     | 7月8日   | 辺真一            | 独占ルポ！ 北朝鮮で今、何が！？                                                | 北朝鮮、中国                    |                                       |
| 82     | 7月15日  | 山根一眞          | 世界一星がきれいな場所"で日の丸沸騰プロジェクト！                              | チリ                            |                                       |
| 83     | 7月22日  | 高柳正盛          | 今、世界では日本食が大ブーム。その陰に、ハイテクな日本製食品ロボットの存在が！ | ニューヨーク、パリ              |                                       |
| 84     | 7月29日  | 乾英二            | コーヒーとゴリラの楽園・ルワンダ奇跡の復興                                     | ルワンダ                        |                                       |
| 85     | 8月5日   | 太田泰彦          | オージービーフと讃岐うどんの行方〜TPPで日豪最強タッグ！？                      | オーストラリア                  |                                       |
| 86     | 8月12日  | 渡辺敦美          | イケアも参入...国内外で勃発！"最得"ホテル戦争                                  | 日本、ベトナム、オランダ        | ベトナム進出ラッシュ                  |
| 87     | 8月19日  | 田中陽            | 最新！"日本式コンビニ"がアジアで革命！？SHELLYが見た驚きのコンビニ事情         | 日本、インドネシア              |                                       |
| 88     | 8月26日  | 後藤康浩          | 大草原の国モンゴル...知られざる親日国                                          | モンゴル                        | 資源バブル崩壊                        |
| 89     | 9月2日   | 畑中美樹          | 五輪のライバル"トルコに異変"暴動の影"革命ビジネス"とは！？                     | トルコ、セルビア                | トルコ反政府デモ、 2020年五輪招致活動 |
| 90     | 9月9日   | 高橋千枝子        | 世界が注目！日本式ダイエットビジネス                                           | 中国                            |                                       |
| 91     | 9月16日  | 財部誠一          | ニッポン再発見！お土産に商機あり！                                             | 日本                            |                                       |
| 92     | 9月23日  | 山口義行          | "小さな巨人" スイスに学べ！                                                    | スイス                          |                                       |
| 93     | 9月30日  | 鈴木亮            | 沸騰する日本の埋蔵ダイヤモンド                                                 | 日本                            |                                       |
| 94     | 10月7日  | 後藤康浩          | 緊迫中国シリーズ第1弾 なぜ反日デモは起きなかった？日本企業、反転攻勢へ         | 中国                            |                                       |
| 95     | 10月14日 | 後藤康浩          | 緊迫中国第二弾！潜入"12大ゴーストタウン"...人類史上最大のバブルの行方          | 中国                            | 中国経済失速                          |
| 96     | 10月21日 | 井上好文          | 世界で存在感を示す 日本の美味しいパン！                                        | 日本                            |                                       |
| 97     | 10月28日 | 山口義行          | 再発見・・・日本人が知らないニッポン！                                         | 日本                            |                                       |
| 98     | 11月4日  | 太田泰彦          | 沸騰！太平洋の親日国パラオ                                                     | パラオ                          |                                       |
| 99     | 11月11日 | 高柳正盛          | ニッポン式販売戦術 世界へ！                                                    | 日本                            |                                       |
| 100    | 11月25日 | 池上彰            | 池上彰が解き明かす！"謎多き国"イラン                                           | イラン                          | 100回記念90分特別番組 イラン経済制裁  |
| 101    | 12月2日  | 後藤康浩          | 反日の裏側で・・・韓国経済に異変！？                                           | 韓国                            | 韓国ウォン高不況、格差問題            |
| 102    | 12月9日  | 山口義行          | 世界一の観光大国フランス 日本人を取り込め！                                    | フランス                        |                                       |
| 103    | 12月16日 | 後藤康浩          | 危険！？中国食品問題の実態に迫る！                                             | 中国                            | 中国食品汚染                          |
| 104    | 12月23日 | 池上彰            | 池上彰の年末SP 知られざるニッポンの"貢献力"                                    | バングラデシュ フィリピン       | 2時間特別番組                         |

| 2014年 | 2014年   | 2014年            | 2014年                                                                      | 2014年                                  | 2014年                                         |
| 回     | 放送日   | 沸騰 ナビゲーター | サブタイトル                                                                | 沸騰現場                                | 備考                                           |
| ------ | -------- | ----------------- | --------------------------------------------------------------------------- | --------------------------------------- | ---------------------------------------------- |
| 105    | 1月6日   | 山口義行          | ニッポン再発見③ フランス人が夢中！ニッポンのお弁当                          | フランス                                |                                                |
| 106    | 1月13日  | 後藤康浩          | 知られざる親日国スリランカ！経済＆観光急成長...その裏には世界マーケットが！ | スリランカ                              |                                                |
| 107    | 1月20日  | 畑中美樹          | 16億人の巨大市場を開け！？「イスラムに商機あり」？                          | インドネシア、マレーシア                |                                                |
| 108    | 1月27日  | 高柳正盛          | 驚きの"拝金主義"中国を変える！ニッポン式"こころの経営"                      | 中国                                    | 中国経済失速 稲盛和夫                          |
| 109    | 2月3日   | 鈴木亮            | ペルーに眠るお宝 商品化で感謝される日本人                                   | ペルー                                  |                                                |
| 110    | 2月10日  | 山口義行          | ニッポン再発見！第4弾 ニッポンのキレイが世界を席巻！                        | 中国、タイ                              |                                                |
| 111    | 2月17日  | 財部誠一          | インドで始まっていた反転攻勢〜ソニー・パナソニック                          | インド                                  | インド進出ラッシュ                             |
| 112    | 2月24日  | 後藤康浩          | 日本にも影響大！？タイ大騒乱の真実                                          | タイ、カンボジア                        | タイ反政府デモ                                 |
| 113    | 3月3日   | 田中陽            | 世界へ羽ばたく日本のコンビニ！第2弾 "日本食"で勝負せよ！                    | フィリピン、タイ、 インドネシア         |                                                |
| 114    | 3月10日  | 山口聡            | 世界を救うニッポンのスーパードクター                                        | ミャンマー、エジプト                    |                                                |
| 115    | 3月17日  | 後藤康浩          | 緊急拡大スペシャル！「中国三大問題」を総力取材                              | 中国                                    | 90分特別番組 中国食品汚染、大気汚染、 経済失速 |
| 116    | 3月31日  | 池上彰            | 池上彰の世界直撃取材SP！激動のパキスタン                                    | パキスタン                              | 90分特別番組                                   |
| 117    | 4月7日   | 太田泰彦          | 知られざる親日国・ポーランド                                                | ポーランド                              |                                                |
| 118    | 4月14日  | 鈴木亮            | 日本の中古品 世界で勝負！                                                   | フィリピン、アラブ首長国連邦 ウガンダ   |                                                |
| 119    | 4月21日  | 後藤康浩          | 韓国に異変！第3弾                                                           | 韓国                                    | 韓国ウォン高不況、格差問題                     |
| 120    | 4月28日  | 畑中美樹          | 中東ドバイが復活か、バブル再燃か！？ 今ニッポン製が沸騰中                   | ドバイ                                  | ドバイショック                                 |
| 121    | 5月5日   | 戸田顕司          | 日本食 本物の味で世界に挑む！                                               | 台湾、フィリピン                        |                                                |
| 122    | 5月12日  | 山口義行          | 世界に貢献・日本のごみリサイクル                                            | インドネシア、タヒチ                    |                                                |
| 123    | 5月19日  | 後藤康浩          | ついに始まった進出ラッシュ！最後のフロンティア・ミャンマー                  | ミャンマー                              | ミャンマー進出ラッシュ                         |
| 124    | 5月26日  | 山口聡            | 世界を救う！ニッポンの赤ひげ                                                | ベトナム                                |                                                |
| 125    | 6月2日   | 太田泰彦          | ニュースが伝えない「ウクライナ騒乱」？意外な日本ブーム？                    | ウクライナ                              |                                                |
| 126    | 6月9日   | 後藤康浩          | サッカー直前企画 日本の対戦相手は？ 知られざる3カ国SP！                     | コートジボワール コロンビア、ギリシャ   | 90分特別番組 ブラジルW杯                       |
| 127    | 6月16日  | 太田泰彦          | 知られざる親日国・フィンランド                                              | フィンランド                            |                                                |
| 128    | 6月30日  | 高橋一夫          | ニッポン再発見シリーズ⑤知られざる東京ホテル戦争                             | 東京                                    |                                                |
| 129    | 7月7日   | 財部誠一          | アジアで沸騰！北海道ブームの裏側                                            | 北海道                                  |                                                |
| 130    | 7月14日  | 後藤康浩          | 反中渦巻くベトナムで沸騰！日本の"信頼食"                                    | ベトナム                                |                                                |
| 131    | 7月21日  | 田中陽            | イオン進出！目覚めるカンボジア                                              | カンボジア                              | カンボジア進出ラッシュ                         |
| 132    | 7月28日  | 後藤康浩          | "中国異変"第1弾 シルクロードの光と影                                        | 中国                                    |                                                |
| 133    | 8月4日   | 後藤康浩          | "中国異変"第2弾 家族の三大問題                                              | 中国                                    |                                                |
| 134    | 8月11日  | 中根裕            | 欧州の穴場観光地 ノルウェー＆ブルガリア                                     | ノルウェー、ブルガリア                  |                                                |
| 135    | 8月18日  | 太田泰彦          | 「最後の秘境」パプアニューギニア                                            | パプアニューギニア                      |                                                |
| 136    | 8月25日  | 鈴木亮            | 世界コーヒー争奪戦                                                          | ブラジル、インドネシア                  |                                                |
| 137    | 9月1日   | 山口義行          | アジアを悩ます大渋滞 日本の技術で解消せよ                                   | インドネシア、 バングラデシュ           |                                                |
| 138    | 9月8日   | 吉村和就          | 世界を救う日本の水ビジネス                                                  | フィリピン、モルディブ、 バングラデシュ |                                                |
| 139    | 9月15日  | 畑中美樹          | "世界一裕福な国"カタール知られざる日本との繋がり                            | カタール                                |                                                |
| 140    | 9月22日  | 竹田圭吾          | ニュースが伝えない「香港」異変！                                            | 香港                                    | 香港反政府デモ アグネス・チョウ                |
| 141    | 10月6日  | 池上彰            | 池上彰SP「謎の"新"資源大国」〜第1弾 謎の国・トルクメニスタン〜              | トルクメニスタン                        | 90分特別番組                                   |
| 142    | 10月13日 | 池上彰            | 池上彰SP② いま世界一沸騰する国「アゼルバイジャン」                          | アゼルバイジャン                        |                                                |
| 143    | 10月20日 | 辺真一            | ニュースが伝えない北朝鮮                                                    | 北朝鮮                                  | よど号グループ                                 |
| 144    | 10月27日 | 後藤康浩          | 日本との固い絆！知られざるモザイク国家 ラオス                               | ラオス                                  |                                                |
| 145    | 11月3日  | 竹田圭吾          | ニュースが伝えない"外国人労働者争奪戦"                                      |                                         |                                                |
| 146    | 11月10日 | 後藤康浩          | ニュースが伝えない「香港異変」第2弾！〜香港デモの真実 密着30日〜            | 香港                                    | 香港反政府デモ アグネス・チョウ                |
| 147    | 11月17日 | 後藤康浩          | "中国異変" 第3弾                                                            | 中国                                    | 90分特別番組 中国公務員汚職、経済失速          |
| 148    | 12月1日  | 竹田圭吾          | あの食材から資源まで…世界争奪戦の舞台南米チリが沸騰！                       | チリ                                    |                                                |
| 149    | 12月8日  | 大村秀章          | 次なる沸騰！日本のご当地グルメ                                              |                                         |                                                |
| 150    | 12月15日 | 竹田圭吾          | 沸騰ヒマラヤトレッキング！最貧国ネパールの光と影                            | ネパール                                |                                                |
| 151    | 12月22日 | 米倉誠一郎        | "謎の国"潜入スペシャル！                                                    | キューバ、ソマリランド                  | 2時間特別番組 キューバ経済制裁                 |

| 2015年 | 2015年   | 2015年            | 2015年                                                                             | 2015年                                            | 2015年                                                     |
| 回     | 放送日   | 沸騰 ナビゲーター | サブタイトル                                                                       | 沸騰現場                                          | 備考                                                       |
| ------ | -------- | ----------------- | ---------------------------------------------------------------------------------- | ------------------------------------------------- | ---------------------------------------------------------- |
| 152    | 1月5日   | 山口義行          | 意外に保守的！？ そんなイタリアに日本の焼き肉店が挑戦！                            | イタリア                                          |                                                            |
| 153    | 1月12日  | 山口義行          | 最後のフロンティア！ カンボジアの食を日本が変える！                                | カンボジア                                        | カンボジア進出ラッシュ                                     |
| 154    | 1月19日  | 太田泰彦          | 女性が活躍する最強国家とは                                                         | 中国、アイスランド                                | 中国雲南省                                                 |
| 155    | 1月26日  | 太田泰彦          | 他人事じゃない！？ハゲタカに狙われたアルゼンチン                                   | アルゼンチン                                      |                                                            |
| 156    | 2月2日   | 大浜平太郎        | 緊急生放送！"後藤メモ"で検証...卑劣な「イスラム国」                                | イスラム国                                        | 緊急生放送 イスラム国日本人殺害事件                        |
| 157    | 2月9日   | 後藤康浩          | 韓国に異変 第4弾！？怒れる国の真相に迫る？                                         | 韓国                                              | 韓国ウォン高不況、格差問題                                 |
| 158    | 2月16日  | 山口義行          | 危機に瀕するフランス料理！？ 救世主はニッポン！                                    | フランス                                          |                                                            |
| 159    | 2月23日  | 太田泰彦          | ロシアのルーブル安＋石油バブル崩壊！今が最後のチャンス！？                         | ロシア                                            | ロシアルーブル安、 石油バブル崩壊                          |
| 160    | 3月2日   | 戸田顕司          | 世界的ブーム"日本食" 新たなステージへ！                                            | アメリカ、台湾                                    |                                                            |
| 161    | 3月9日   | 後藤康浩          | アジアになりたいオーストラリアで...日本vs中国                                      | オーストラリア                                    |                                                            |
| 162    | 3月16日  | 太田泰彦          | 太平洋の"アリとキリギリス"？絶海の島国と日本の知られざる繋がり？                   | ナウル、キリバス                                  |                                                            |
| 163    | 3月30日  | 山口義行          | あの沸騰現場の"その後"追跡スペシャル                                               | 日本、インドネシア、 台湾、ドイツ、中国           | 90分特別番組                                               |
| 164    | 4月6日   | 米倉誠一郎        | 激動のケニア！丸亀がうどん捨てて世界戦略を始動                                     | ケニア                                            |                                                            |
| 165    | 4月13日  | 後藤康浩          | 美味な魚を世界中へ！1年前のカキを生で！？世界称賛                                  | 日本、香港                                        |                                                            |
| 166    | 4月20日  | 池上彰            | 池上彰・連続SP ピケティで大注目！超・格差社会                                      | 日本、アメリカ、マカオ                            | 格差問題、マカオ進出ラッシュ                               |
| 167    | 5月4日   | 池上彰            | 池上彰SP 日本人が知らない！「親日国」トルコのもう一つの顔                          | 日本、トルコ                                      |                                                            |
| 168    | 5月11日  | 後藤康浩          | 攻防24兆円市場！日の丸鉄道いよいよ世界へ                                           | 日本、アメリカ、イギリス                          |                                                            |
| 169    | 5月18日  | 米倉誠一郎        | 意外すぎるマダガスカル                                                             | マダガスカル                                      |                                                            |
| 170    | 5月25日  | 後藤康浩          | "幸福の国"の真実① ブータン知られざるその後...                                      | ブータン                                          |                                                            |
| 171    | 6月1日   | 山口義行          | "幸福の国の真実"シリーズ② 北欧の国デンマーク                                       | デンマーク                                        |                                                            |
| 172    | 6月8日   | 戸田顕司          | 日本食VS世界料理 in ミラノ万博！                                                   | ミラノ                                            | ミラノ万博                                                 |
| 173    | 6月22日  | 後藤康浩          | もはや無視できない！アジア驚異の成長国！！ミャンマーSP                             | ミャンマー                                        | 90分特別番組 ミャンマー進出ラッシュ                        |
| 174    | 6月29日  | 米倉誠一郎        | 知られざる親日国シリーズ・ハンガリー                                               | ハンガリー                                        |                                                            |
| 175    | 7月6日   | 田中陽            | 世界が称賛！日本式フランチャイズ                                                   | タイ、中国                                        |                                                            |
| 176    | 7月13日  | 池上彰            | 池上彰2Hスペシャル！"知られざる注目国"第一弾 「ヨーロッパの"主役"ドイツ...vs日本」 | ドイツ、日本                                      | 2時間特別番組                                              |
| 177    | 7月27日  | 太田泰彦          | 移住するならマレーシア！？巨大都市建設が沸騰                                       | マレーシア                                        |                                                            |
| 178    | 8月3日   | 太田泰彦          | 巨星墜つ・・・超優良国家！シンガポールの"表と裏"                                   | シンガポール                                      | リー・クアンユー死去                                       |
| 179    | 8月10日  | 池上彰            | 池上彰"知られざる注目国"第2弾 謎のモザイク国家レバノン                             | レバノン                                          | 重信メイ                                                   |
| 180    | 8月17日  | 池上彰            | 池上彰SP！知られざる注目国・第3弾 「奇跡の復活 エチオピア」                        | エチオピア                                        |                                                            |
| 181    | 8月24日  | 後藤康浩          | 韓国異変！第5弾 揺れる韓国のいま！                                                 | 韓国                                              | 韓国ウォン高不況、格差問題                                 |
| 182    | 8月31日  | 後藤康浩          | 戦後40年...ベトナムで深化する"日本式"「奇跡の缶詰パン」店が初進出！                | ベトナム                                          | ベトナム進出ラッシュ                                       |
| 183    | 9月7日   | 鈴木亮            | 世界本格お茶ブーム！陰の仕掛け人たち                                               | インドネシア、 アメリカ、タイ                     |                                                            |
| 184    | 9月14日  | 後藤康浩          | 中国「バブル崩壊」の真相...知られざる裏側を緊急取材！                              | 中国、マカオ                                      | 中国バブル崩壊、 マカオ進出ラッシュ                        |
| 185    | 9月28日  | 後藤康浩          | シリーズ"中国異変" 反日中国でなぜ？知られざる日本ブーム                            | 中国                                              |                                                            |
| 186    | 10月5日  | 山口義行          | インド交通戦争 そこに勝機が！                                                      | インド                                            | インド進出ラッシュ                                         |
| 187    | 10月12日 | 鈴木亮            | 追跡！アメリカの"3大革命"                                                          | アメリカ                                          |                                                            |
| 188    | 10月19日 | 米倉誠一郎        | 反中フィリピンで日本の鉄道が大逆転！？戦後70年もう一つの"残留孤児"？               | フィリピン                                        | 南沙諸島領有問題                                           |
| 189    | 10月26日 | 後藤康浩          | ミイラ肉に、キノコ危機、化学工場連続爆発...追跡！中国の安全                        | 中国                                              | 中国食品汚染                                               |
| 190    | 11月2日  | 後藤康浩          | ネパール震災6か月、まだ続く混乱...救う日本人                                       | ネパール                                          | ネパール震災                                               |
| 191    | 11月9日  | 池上彰            | 池上彰SP！知られざる注目国・第4弾 「国名が変わったジョージア」                     | ジョージア                                        |                                                            |
| 192    | 11月16日 | 池上彰            | 緊急生放送スペシャル！池上彰が"パリ同時テロ"を徹底解説！                           | パリ                                              | 緊急生放送90分特別番組 パリ同時多発テロ事件、 欧州難民問題 |
| 193    | 11月30日 | 太田泰彦          | 世界を襲う異常気象 人類はどう立ち向かうか                                          | パタゴニア、アメリカ、 インドネシア               |                                                            |
| 194    | 12月7日  | 池上彰            | 池上彰が行く、アジア沸騰街道900キロ！                                              | ベトナム・ホーチミン、 カンボジア、タイ・バンコク | 90分特別番組 アジアハイウェイ1号線、 一帯一路              |
| 195    | 12月14日 | 米倉誠一郎        | ノーベル賞発祥の地！北欧スウェーデン"理想の国"は本当か！？                         | スウェーデン                                      |                                                            |
| 196    | 12月21日 | 池上彰            | 池上彰が徹底解説SP！『世界を動かした1枚の写真』                                    | スロベニア、ドイツ、 中国、韓国、 国際連合        | 2時間特別番組 欧州難民問題、 日韓慰安婦問題合意            |

| 2016年 | 2016年   | 2016年            | 2016年                                                                               | 2016年                                                           | 2016年                                                                              |
| 回     | 放送日   | 沸騰 ナビゲーター | サブタイトル                                                                         | 沸騰現場                                                         | 備考                                                                                |
| ------ | -------- | ----------------- | ------------------------------------------------------------------------------------ | ---------------------------------------------------------------- | ----------------------------------------------------------------------------------- |
| 197    | 1月4日   | 米倉誠一郎        | 沸騰現場 "その後"を取材！                                                            | ケニア、ウガンダ フランス、ソマリランド                          |                                                                                     |
| 198    | 1月11日  | 池上彰            | 池上彰SP 北朝鮮の水爆実験！その狙いとは？ 知っているようで知らない台湾               | 北朝鮮、台湾                                                     | 90分特別番組 北朝鮮核実験、 台湾総統選挙                                            |
| 199    | 1月18日  | 鈴木亮            | ついに！生まれ変わるミャンマー...国づくりに関わる日本                                | ミャンマー                                                       | ミャンマー進出ラッシュ                                                              |
| 200    | 1月25日  | 太田泰彦          | 今、注目すべき国 ニュージーランドは日本にとって敵か味方か？                          | ニュージーランド                                                 |                                                                                     |
| 201    | 2月1日   | 米倉誠一郎        | 実は謎の国だった...ベルギーの表と裏                                                  | ベルギー                                                         | 移民問題                                                                            |
| 202    | 2月8日   | 米倉誠一郎        | "死ぬまでに立ちたい絶景"ウユニ塩湖...日本人が殺到する秘境ボリビア                    | ボリビア                                                         |                                                                                     |
| 203    | 2月15日  | 池上彰            | 池上彰が直撃取材！アメリカ激変〜大統領選を揺るがす超格差社会                         | アメリカ                                                         | アメリカ大統領選挙、 格差問題、産業空洞化、 米墨国境問題、移民問題                  |
| 204    | 2月22日  | 池上彰            | 池上彰が直撃取材！アメリカ激変②"トランプ旋風"なぜ？                                  | アメリカ                                                         | アメリカ大統領選挙、 格差問題、産業空洞化、 米墨国境問題、移民問題                  |
| 205    | 2月29日  | 松尾博文          | 「21世紀の大国」イラン開国でチャンス到来！？日本との知られざる絆？                   | イラン                                                           | イラン経済制裁解除                                                                  |
| 206    | 3月7日   | 後藤康浩          | ラオスに一体何がある！？〜日本との意外な可能性                                       | ラオス                                                           |                                                                                     |
| 207    | 3月14日  | 山田剛            | 世界経済"希望の星"インドが急接近！ 日本の「成長エンジン」へ                          | インド                                                           | インド進出ラッシュ                                                                  |
| 208    | 3月28日  | 後藤康浩          | 韓国豹変                                                                             | 韓国                                                             | 北朝鮮核実験、 韓国格差問題                                                         |
| 209    | 4月4日   | 後藤康浩          | 拡大スペシャル 追跡取材！中国バブル崩壊の真相                                        | 中国                                                             | 中国バブル崩壊 山下智博                                                             |
| 210    | 4月18日  | 後藤康浩          | アジアの親日国ベトナム「日の丸プロジェクト」を追跡取材！                             | ベトナム                                                         | ベトナム進出ラッシュ                                                                |
| 211    | 4月25日  | 太田泰彦          | バッグにパスタ…イタリアが激変！意外な日本の商機                                      | イタリア                                                         |                                                                                     |
| 212    | 5月2日   | 太田泰彦          | インドネシアをめぐり「日本」VS「中国」 ニッポン逆襲なるか！？                        | インドネシア                                                     | 南沙諸島領有問題 インドネシア進出ラッシュ                                           |
| 213    | 5月9日   | 池上彰            | 池上彰が徹底解説！「天空の遺跡との絆、日系人沸騰のペルー」                           | ペルー                                                           | ペルー大統領選挙                                                                    |
| 214    | 5月16日  | 池上彰            | 池上彰が徹底解説！「世界のお金の大問題」                                             | アンドラ、スウェーデン                                           |                                                                                     |
| 215    | 5月23日  | 後藤康浩          | 人気の台湾！"懐日ブーム"のワケ                                                       | 台湾                                                             |                                                                                     |
| 216    | 5月30日  | 米倉誠一郎        | 激動！フィリピン「伝説」と「真の宝」 日本との蜜月関係の行方…                         | フィリピン                                                       |                                                                                     |
| 217    | 6月6日   | 池上彰            | 池上彰が徹底解説「ドイツ急変！日本との関係は...」                                    | ドイツ                                                           |                                                                                     |
| 218    | 6月13日  | 米倉誠一郎        | 奇跡の医療！世界最前線                                                               | アメリカ、日本、カンボジア                                       |                                                                                     |
| 219    | 6月20日  | 池上彰            | 池上彰の緊急解説スペシャル！ 「イギリス激変！EU離脱騒動の裏側...日本と中国との関係」 | イギリス、中国                                                   | 90分特別番組 イギリスEU離脱国民投票                                                 |
| 220    | 7月4日   | 後藤康浩          | 伊勢丹にグリコ...タイでグローバル戦争                                                | タイ                                                             |                                                                                     |
| 221    | 7月11日  | 米倉誠一郎        | 祭典目前！この夏注目のブラジルで貢献するニッポン                                     | ブラジル、日本                                                   | リオ五輪 ルセフ大統領弾劾裁判                                                       |
| 222    | 7月18日  | 後藤康浩          | 中国 本物vsニセモノ                                                                  | 中国                                                             |                                                                                     |
| 223    | 7月25日  | 山口義行          | 世界を圧倒！日本の隠れチャンピオン企業                                               | 日本                                                             |                                                                                     |
| 224    | 8月1日   | 後藤康浩          | 資源バブル崩壊のモンゴルを救え？日本プロジェクトと親日秘話？                         | モンゴル                                                         | 資源バブル崩壊                                                                      |
| 225    | 8月8日   | 山口義行          | 世界で大人気の日本食に異変！？                                                       | シンガポール、スペイン、 フランス                                |                                                                                     |
| 226    | 8月15日  | 太田泰彦          | 太平洋の島国と忘れ形見...戦後71年、日本の貢献                                        | ソロモン、フィリピン                                             |                                                                                     |
| 227    | 8月22日  | 後藤康浩          | 韓国！今世紀最大の異変                                                               | 韓国                                                             | 韓国THAADミサイル配置                                                               |
| 228    | 9月5日   | 米倉誠一郎        | アフリカで日中激突 最前線タンザニア・日本式で挑む                                    | タンザニア                                                       |                                                                                     |
| 229    | 9月12日  | 後藤康浩          | マレーシアで大成功した日本人と共にイスラム市場へ！                                   | マレーシア                                                       |                                                                                     |
| 230    | 9月19日  | 池上彰            | 池上彰の緊急解説 世界激変！第2弾                                                     | イギリス                                                         | イギリスEU離脱騒動、移民問題                                                        |
| 231    | 9月26日  | 後藤康浩          | シリーズ 中国異変！「越えてはならない」一線                                          | 中国                                                             | 中国バブル崩壊                                                                      |
| 232    | 10月3日  | 米倉誠一郎        | 日本のオンリーワンが世界に挑む！                                                     | フランス、ベネズエラ、 ベルギー                                  |                                                                                     |
| 233    | 10月10日 | 山口義行          | クロアチア 観光とマグロでいま沸騰中！                                                | クロアチア                                                       |                                                                                     |
| 234    | 10月17日 | 山田剛            | 消費が沸騰するインド 日本企業が続々！                                                | インド                                                           | インド進出ラッシュ                                                                  |
| 235    | 10月24日 | 後藤康浩          | シリーズ「中国異変」日本人が知らない…中国の大転換！                                  | 中国                                                             |                                                                                     |
| 236    | 10月31日 | 後藤康浩          | ベトナムと日本！セカンドステージで沸騰                                               | ベトナム、日本                                                   | ベトナム進出ラッシュ                                                                |
| 237    | 11月7日  | 後藤康浩          | ミャンマーに日本の"あの時代"がやって来た！                                           | ミャンマー                                                       |                                                                                     |
| 238    | 11月14日 | 山口義行          | 世界に挑む 日本式販売！                                                              | マレーシア、台湾、 ベトナム                                      |                                                                                     |
| 239    | 11月21日 | 池上彰            | 池上彰の緊急スペシャル "世界激変"そのとき日本は！？                                  | 日本、アメリカ、韓国、 中国、インドネシア、 イタリア、フィリピン | 5周年記念2時間特別番組 アメリカ大統領選挙、 朴槿恵大統領弾劾デモ、 南沙諸島領有問題 |
| 240    | 11月28日 | 米倉誠一郎        | 沸騰キューバ！トランプ大統領誕生で日本にチャンス！？                                 | キューバ                                                         | キューバ雪解け                                                                      |
| 241    | 12月5日  | 池上彰            | 池上彰が緊急解説！"どこよりも早い"北方領土と日露関係の行方                           | 日本、ロシア                                                     | 日露首脳会談、 北方領土問題                                                         |
| 242    | 12月12日 | 太田泰彦          | タイ・プミポン国王崩御 何故そんなに愛されたのか？ 今後のタイは？                     | タイ                                                             | プミポン国王崩御                                                                    |
| 243    | 12月19日 | 後藤康浩          | 90分拡大SP 激変！どうなる？今後の..."日中韓"                                         | 日本、中国、韓国                                                 | 90分特別番組 中国バブル崩壊、 朴槿恵大統領弾劾裁判                                  |

| 2017年 | 2017年   | 2017年            | 2017年                                                                      | 2017年                                                                                          | 2017年                                                                                       |
| 回     | 放送日   | 沸騰 ナビゲーター | サブタイトル                                                                | 沸騰現場                                                                                        | 備考                                                                                         |
| ------ | -------- | ----------------- | --------------------------------------------------------------------------- | ----------------------------------------------------------------------------------------------- | -------------------------------------------------------------------------------------------- |
| 244    | 1月9日   | 久保田啓介        | 世界の異常気象と戦う！ニッポンの技術                                        | インドネシア、タイ                                                                              |                                                                                              |
| 245    | 1月16日  | 窪田淳            | "トランプ政権"誕生目前！ メキシコが大ピンチ                                 | アメリカ、メキシコ                                                                              | 米墨国境問題、移民問題、 産業空洞化                                                          |
| 246    | 1月23日  | 山口義行          | 日本の医療が世界を救う！                                                    | 日本、ベトナム                                                                                  |                                                                                              |
| 247    | 1月30日  | 後藤康浩          | アジアの危機！そのとき日本は？                                              | 日本、バングラデシュ                                                                            | ダッカテロ事件                                                                               |
| 248    | 2月6日   | 鈴木亮            | みんなが大好きなバナナとチョコレートが危機！？                              | 日本、フィリピン                                                                                |                                                                                              |
| 249    | 2月13日  | 後藤康浩          | 日本人が知らない台湾 トランプ大統領で揺れていた！                           | 台湾                                                                                            |                                                                                              |
| 250    | 2月20日  | 小林明            | 揺れるイタリアの真実...高級ブランドの裏側                                   | イタリア                                                                                        |                                                                                              |
| 251    | 2月27日  | 山口真典          | シリーズ 韓国異変！「食」から見える不思議な事情...                          | 韓国                                                                                            |                                                                                              |
| 252    | 3月6日   | 米倉誠一郎        | 途上国から"宝"を見つける！                                                  | スリランカ、カンボジア                                                                          |                                                                                              |
| 253    | 3月13日  | 後藤康浩          | シリーズ中国異変！「〇〇ブーム」に隠れた大問題                              | 中国                                                                                            | 中国バブル崩壊、格差問題                                                                     |
| 254    | 3月20日  | 池上彰            | 池上彰が徹底解説！"カジノの街"ラスベガス                                    | ラスベガス                                                                                      |                                                                                              |
| 255    | 3月27日  | 米倉誠一郎        | 応援したいニッポン人SP                                                      | カンボジア、ウガンダ                                                                            |                                                                                              |
| 256    | 4月10日  | 池上彰            | 池上彰の世界激変3時間スペシャル 世界を分断する"見えない壁" そのとき日本は？ | 日本、北朝鮮、韓国、 アメリカ、メキシコ、カナダ、 イスラエル、マケドニア、 フランス、リトアニア | 3時間特別番組 朝鮮半島4月危機、 韓国大統領選挙、 米墨国境問題、移民問題、 フランス大統領選挙 |
| 257    | 4月24日  | 久保田啓介        | 異常気象vsニッポンの"意外な技術"                                            | ルワンダ、イタリア、日本                                                                        |                                                                                              |
| 258    | 5月1日   | 池上彰            | 池上彰が緊急解説！なぜつぶれない？ 北朝鮮のカラクリ                         | 北朝鮮                                                                                          | 朝鮮半島4月危機                                                                              |
| 259    | 5月8日   | 池上彰            | 池上彰が緊急生放送 フランスと韓国！ どうなる2つの大統領選？                 | フランス、韓国                                                                                  | 緊急生放送 フランス大統領選挙、 韓国大統領選挙                                               |
| 260    | 5月15日  | 田中陽            | 最新！世界のお買いもの事情                                                  | アメリカ、中国                                                                                  |                                                                                              |
| 261    | 5月22日  | 後藤康浩          | シリーズ中国異変！カラクリか？本物か？中国経済の真相                        | 中国、マカオ                                                                                    | 中国バブル崩壊、食品汚染、 マカオ進出ラッシュ                                                |
| 262    | 5月29日  | 池上彰            | 池上彰が徹底解説！揺れる欧州...離脱決定から1年 イギリスの今                 | イギリス                                                                                        | イギリスEU離脱騒動 ナイジェル・ファラージ                                                    |
| 263    | 6月12日  | 池上彰            | 池上彰の世界激変！"北朝鮮の盟友"イランは悪なのか？                          | イラン                                                                                          | イラン大統領選挙                                                                             |
| 264    | 6月19日  | 後藤康浩          | あの熱狂から1ヵ月！韓国はどうなった？                                       | 韓国                                                                                            | 韓国大統領選挙                                                                               |
| 265    | 6月26日  | 後藤康浩          | 香港返還から20年"民主の女神"が再び対決...中国の巨大権力                     | 香港                                                                                            | アグネス・チョウ 林鄭月娥                                                                    |
| 266    | 7月3日   | 村松雅章          | 日米中が欲しがるフィリピン！ドゥテルテその後の異変                          | フィリピン、日本、中国、 アメリカ                                                               | 南沙諸島領有問題                                                                             |
| 267    | 7月10日  | 後藤康浩          | 驚き！中国の観光に異変 〜巨額マネーの行方 そのとき日本は！？〜              | 中国、デンマーク                                                                                | 中国企業海外進出ラッシュ                                                                     |
| 268    | 7月17日  | 山口義行          | 世界を救う！日本の医療2                                                     | ロシア、アメリカ                                                                                |                                                                                              |
| 269    | 7月24日  | 太田泰彦          | みんなの人気者オーストラリアが突如、自国ファーストに！                      | オーストラリア                                                                                  | 中国企業海外進出ラッシュ                                                                     |
| 270    | 7月31日  | 品田英雄          | 日本企業が海外でヒットさせた商品が "逆輸入"で続々、ニッポン上陸！           | マレーシア、ベトナム                                                                            |                                                                                              |
| 271    | 8月7日   | 山口義行          | 勃発！世界疑似食開発競争 おいしいニセモノが出てきた！                       | 日本、アメリカ                                                                                  |                                                                                              |
| 272    | 8月14日  | 鈴木美勝          | 一生に一度の体験！"奇跡の島"太平洋最後の楽園とニッポンの絆                  | ミクロネシア連邦                                                                                |                                                                                              |
| 273    | 8月21日  | 池上彰            | 池上彰が徹底解説！アジアに広がる「イスラム国」〜そのとき日本は〜            | フィリピン                                                                                      |                                                                                              |
| 274    | 8月28日  | 後藤康浩          | 中国異変！知られざる日本"爆進出"〜メード・イン・ジャパンの真実〜            | 中国、日本、マレーシア                                                                          | 中国企業海外進出ラッシュ                                                                     |
| 275    | 9月4日   | 久保田啓介        | 異常気象と闘う 第3弾                                                        | 日本                                                                                            |                                                                                              |
| 276    | 9月11日  | 勝川俊雄          | ウナギとマグロ 新たな調達ルートを確保せよ！                                 | 日本、インドネシア                                                                              |                                                                                              |
| 277    | 9月25日  | 吉崎達彦          | 「ありがとう！トランプ大統領」アメリカはどこへ向かうのか？                  | アメリカ                                                                                        |                                                                                              |
| 278    | 10月2日  | 松野泰也          | ゴミは"カネ"なり!                                                           | ベトナム、フィリピン                                                                            |                                                                                              |
| 279    | 10月16日 | 池上彰            | 池上彰の世界激変3時間スペシャル 世界を分断する"新たな壁"                    | 北朝鮮、中国、ラオス、 タイ、アメリカ                                                           | 3時間特別番組 脱北ルート 劉暁波、フレッド・コレマツ                                          |
| 280    | 10月23日 | 池上彰            | 池上彰の世界激変 第4弾 世界を分断する"新たな壁"                             | カタール、ドイツ、イギリス                                                                      | 欧州難民問題、 北アイルランド問題                                                            |
| 281    | 10月30日 | 山口義行          | インド洋の真珠 スリランカ争奪戦!                                            | スリランカ                                                                                      |                                                                                              |
| 282    | 11月6日  | 柳瀬博一          | 世界を救う"ニッポンの秘密兵器"                                              | モルドバ、モロッコ                                                                              |                                                                                              |
| 283    | 11月13日 | 保井美樹          | 海外移住ブーム再び...「住みたい街ナンバーワン」                             | ハワイ、ポートランド                                                                            |                                                                                              |
| 284    | 11月20日 | 山口義行          | ニッポンの餃子が世界を平和にする！？                                        | フランス                                                                                        |                                                                                              |
| 285    | 11月27日 | 小原凡司          | ミサイルが着弾する島 〜アメリカの知られざる兵器開発〜                       | マーシャル諸島                                                                                  |                                                                                              |
| 286    | 12月4日  | 村山恵一          | 世界一よくわかる・・・人工知能 AIの今！                                     | 日本、アメリカ                                                                                  |                                                                                              |
| 287    | 12月11日 | 山田剛            | 激変する超大国インド 日本が急接近！                                         | インド、日本                                                                                    |                                                                                              |
| 288    | 12月18日 | 奥野良知          | 独立問題に揺れるスペイン！ ニッポンとのおいしい関係とは！？                 | スペイン                                                                                        |                                                                                              |
| 289    | 12月25日 | 後藤康浩          | 空前の台湾ブーム！その先に…                                                 | 台湾                                                                                            |                                                                                              |

| 2018年 | 2018年   | 2018年            | 2018年                                                                        | 2018年                                                                    | 2018年                                                      |
| 回     | 放送日   | 沸騰 ナビゲーター | サブタイトル                                                                  | 沸騰現場                                                                  | 備考                                                        |
| ------ | -------- | ----------------- | ----------------------------------------------------------------------------- | ------------------------------------------------------------------------- | ----------------------------------------------------------- |
| 290    | 1月8日   | 小林明            | 変わりたいイタリア、変わりたくないイタリア                                    | イタリア                                                                  | ヴィルジニア・ラッジ                                        |
| 291    | 1月15日  | 太田泰彦          | 国がまるごと実験場！シンガポールで進む"超無人化"                              | シンガポール                                                              |                                                             |
| 292    | 1月22日  | 山口義行          | 世界を救う日本の医療！ 第三弾                                                 | タイ、ミャンマー                                                          |                                                             |
| 293    | 1月29日  | 山口義行          | 人類を救うスーパーマシン！激動の世界史にトラクターあり                        | 日本、タイ、アメリカ                                                      |                                                             |
| 294    | 2月5日   | 山口真典          | どうなる日韓関係！？食から見える！韓国のいま                                  | 韓国                                                                      | 竹島問題                                                    |
| 295    | 2月19日  | 山口義行          | 日本人の"変わる働き方" 北欧に豊かに暮らすヒントがあった！                     | デンマーク                                                                |                                                             |
| 296    | 2月26日  | 村山宏            | 中国異変！「マラソン、蘭州ラーメン...ブームに隠れた野望」                     | 中国                                                                      |                                                             |
| 297    | 3月5日   | 飯田泰之          | 世界は"アメリカ離れ"？そのときニッポンの決断は！                              | アメリカ、エルサレム                                                      | エルサレム首都認定問題                                      |
| 298    | 3月12日  | 飯田泰之          | 日本企業がロンドンに殺到！なぜブレグジットのイギリスに？                      | イギリス                                                                  | イギリスEU離脱騒動                                          |
| 299    | 3月19日  | 養老孟司          | 世界の「害虫」危機襲来！「虫を防ぐ」最前線                                    | 日本、インドネシア、ベトナム、ラオス                                      |                                                             |
| 300    | 3月26日  | 保井美樹          | 移住の楽園 第2弾 ハワイ&オランダで暮らす人に密着！                            | ハワイ、オランダ                                                          |                                                             |
| 301    | 4月11日  | 池上彰 鎌田靖     | 池上彰&鎌田靖の世界激変SP ニッポン そして世界は"独裁者"とどう向き合う！？     | ジブチ、中国、香港、 韓国、北朝鮮、 ロシア、フィンランド                  | 2時間特別番組 延坪島砲撃事件 、 一帯一路                    |
| 302    | 4月18日  | 鎌田靖            | 中国がごみの輸入を禁止！"日本のごみ"が大変な事態に                            | 日本、中国、アメリカ                                                      | ごみ問題                                                    |
| 303    | 4月25日  | 鎌田靖            | なぜ買い過ぎてしまうのか・・・ノーベル賞「行動経済学」の魔法！                | 日本、アメリカ、イギリス                                                  | 行動経済学                                                  |
| 304    | 5月2日   | 鎌田靖            | ニッポンの人手不足もここまで来た...新・人材争奪戦勃発                         | 日本                                                                      |                                                             |
| 305    | 5月9日   | 鎌田靖            | みんなの大切な"歯"" 最先端技術 日米徹底比較！                                 | 日本、アメリカ                                                            |                                                             |
| 306    | 5月16日  | 鎌田靖            | 大きく変わる がん治療最前線                                                   | 日本、アメリカ                                                            |                                                             |
| 307    | 5月23日  | 鎌田靖            | 食で斬る!韓国異変「南北融和」の裏で大行列・・・                               | 韓国、北朝鮮                                                              |                                                             |
| 308    | 6月6日   | 鎌田靖            | 世界一のビーチを襲う"ごみ問題"〜ニッポンの技術で救えるか？〜                  | フィリピン、スウェーデン                                                  | ごみ問題                                                    |
| 309    | 6月13日  | 鎌田靖            | 日本vsイタリア"長寿食"対決！ 世界の「健康食」ブームの先に・・・               | イタリア、フランス、 ニューヨーク                                         |                                                             |
| 310    | 6月20日  | 鎌田靖            | 危機か？チャンスか？揺れる"一帯一路"                                          | モルディブ、マレーシア、 中国                                             | 一帯一路 マハティール・ビン・モハマド                       |
| 311    | 7月11日  | 鎌田靖            | 牛肉ブームに異変！知られざる"牛肉大国"が日本上陸                              | 日本、ニュージーランド、 ウルグアイ                                       |                                                             |
| 312    | 7月18日  | 鎌田靖            | 夏休み直前！拡大版 世界遺産に問題噴出！ 〜表も裏もすべて見せます〜            | 日本、オーストリア、 フランス、アメリカ、 ボスニア・ヘルツェゴビナ UNESCO | 90分特別番組 アメリカUNESCO脱退 イリナ・ボコヴァ 松浦晃一郎 |
| 313    | 7月25日  | 鎌田靖            | 最終決戦！「ニセ物」vs「本物」 米中貿易戦争の真相！                           | アメリカ、中国                                                            | 米中貿易戦争                                                |
| 314    | 8月1日   | 鎌田靖            | 世界に広がるニッポンのパン！                                                  | 日本                                                                      |                                                             |
| 315    | 8月8日   | 鎌田靖            | "一生に一度は見たい"世界の驚き建物！アンビルトVSニッポン建築                  | 日本、マカオ、 スペイン、スイス                                           |                                                             |
| 316    | 8月15日  | 鎌田靖            | どこまで近づく日本とミャンマー                                                | 日本、ミャンマー                                                          |                                                             |
| 317    | 8月22日  | 鎌田靖            | 世界のニュース現場 その後どうなった？                                         | ハワイ、タイ、韓国                                                        | キラウエア火山噴火、 タムルアン洞窟の遭難事故               |
| 318    | 8月29日  | 鎌田靖            | "奇跡の逆転国家" アイスランドに学べ！                                         | アイスランド                                                              |                                                             |
| 319    | 9月5日   | 鎌田靖            | 水はカネなり！異常気象で水不足が世界を襲う                                    | アメリカ、イスラエル                                                      |                                                             |
| 320    | 9月12日  | 鎌田靖            | 世界のごみ問題 第3弾 人類vs使い捨てプラスチック                               | インド                                                                    | 海洋プラスチック問題                                        |
| 321    | 9月19日  | 鎌田靖            | いま、世界のおカネが集まる場所〜リーマンショックから10年〜                    | アメリカ、中国                                                            |                                                             |
| 322    | 10月3日  | 鎌田靖            | ポルトガル"住んでみたい国"ナンバーワンの魅力に迫る！                          | ポルトガル                                                                |                                                             |
| 323    | 10月10日 | 鎌田靖            | ニッポンの逆襲！築地市場がアジアに移転・・・？ヒット連発！限定版の新ブラン    | タイ、ベトナム                                                            | 築地市場移転問題                                            |
| 324    | 10月24日 | 鎌田靖            | 家電業界で新勢力が沸騰！                                                      | 日本、アメリカ                                                            |                                                             |
| 325    | 10月31日 | 鎌田靖            | 世界ホテル戦争！ニューリッチを狙え                                            | 日本、インドネシア                                                        |                                                             |
| 326    | 11月7日  | 鎌田靖            | 「一帯一路VSインド太平洋」日中印の"新たな三角関係"                            | インド                                                                    | 一帯一路                                                    |
| 327    | 11月14日 | 鎌田靖            | 台湾異変！「親中で日本寄り」の新たな風・・・                                  | 台湾                                                                      |                                                             |
| 328    | 11月21日 | 鎌田靖            | 今こそリーダー論！未来を拓く"世界一のリーダー"徹底取材！                      | 日本、アメリカ、コスタリカ、 ニュージーランド、ベルギー                   | カルロス・アルバラード、 ジャシンダ・アーダーン             |
| 329    | 11月28日 | 鎌田靖            | 業界No.1が挑む！ベトナムの「食」市場                                          | ベトナム                                                                  |                                                             |
| 330    | 12月5日  | 鎌田靖            | 揺れる"天国にいちばん近い島"ニューカレドニア                                  | ニューカレドニア                                                          |                                                             |
| 331    | 12月12日 | 鎌田靖            | 激変！中国拡大SP『日中友好ムードは本当か？』 〜スタジオを飛び出し沸騰現場へ〜 | 日本、中国                                                                | 90分特別番組                                                |

| 2019年 | 2019年  | 2019年            | 2019年                                                       | 2019年                                                                     | 2019年                                            |
| 回     | 放送日  | 沸騰 ナビゲーター | サブタイトル                                                 | 沸騰現場                                                                   | 備考                                              |
| ------ | ------- | ----------------- | ------------------------------------------------------------ | -------------------------------------------------------------------------- | ------------------------------------------------- |
| 332    | 1月9日  | 鎌田靖            | ニュースのその後を追ったら世界の大転換が見えてきた！         | 北朝鮮、フィリピン、カナダ、 アメリカ                                      | 90分特別番組 移民キャラバン                       |
| 333    | 1月16日 | 鎌田靖            | EU離脱直前！日本とイギリスの意外な関係                       | 日本、イギリス                                                             | イギリスEU離脱騒動                                |
| 334    | 1月23日 | 鎌田靖            | ニュースが伝えない韓国異変!2019                              | 韓国                                                                       |                                                   |
| 335    | 1月30日 | 鎌田靖            | 世界で拡大中！ベジタリアンフード〜2020年どうする？ニッポン〜 | ドイツ、フランス                                                           |                                                   |
| 336    | 2月6日  | 鎌田靖            | 日本のチョコレートが世界へ!                                  | 日本、フランス、台湾                                                       |                                                   |
| 337    | 2月13日 | 鎌田靖            | 中国も参戦！合成ダイヤの衝撃                                 | アメリカ、ベルギー、中国                                                   |                                                   |
| 338    | 2月20日 | 鎌田靖            | 世界を救う日本の医療 win-winの関係                           | カンボジア、ベトナム                                                       |                                                   |
| 339    | 2月27日 | 鎌田靖            | 緊急取材 『米中貿易戦争の真実-第2弾-』その時日本は…          | 中国、香港、イラン、 アメリカ、オランダ                                    | 米中貿易戦争                                      |
| 340    | 3月6日  | 鎌田靖            | ベトナムの環境問題に日本が挑む！                             | ベトナム                                                                   |                                                   |
| 341    | 3月13日 | 鎌田靖            | ブレグジット・ラプソディ〜EU離脱直前の英国〜                 | イギリス、ジブラルタル                                                     | イギリスEU離脱騒動                                |
| 342    | 3月20日 | 鎌田靖            | 「寿司ネタから世界の激変が見える！」SP                       | 日本、ノルウェー                                                           |                                                   |
| 343    | 4月3日  | 鎌田靖            | 新たな"ニッポン流"が世界へ！                                 | 日本、ドイツ、アメリカ、 ケニア                                            |                                                   |
| 344    | 4月10日 | 鎌田靖            | 今こそニッポン再発見！チャンスを掴み世界へ                   | 日本、フランス                                                             |                                                   |
| 345    | 4月17日 | 鎌田靖            | ゴールデンウィーク直前！ ジパング流 旅のススメ               | ハワイ                                                                     |                                                   |
| 346    | 4月24日 | 鎌田靖            | 世界プラスチックストローの行方＆夢の海外移住はあり？なし？   | イギリス、マレーシア、台湾                                                 | 海洋プラスチック問題                              |
| 347    | 5月1日  | 鎌田靖            | 今こそ行きたい道の駅！無印も支援…日本の町おこしの技          | 日本、ベトナム、キルギス                                                   |                                                   |
| 348    | 5月8日  | 鎌田靖            | 衝撃映像…クジラを殺したプラスチックごみの正体                | フィリピン、アメリカ                                                       | 海洋プラスチック問題                              |
| 349    | 5月15日 | 鎌田靖            | 〇〇焼き肉、新バーガー...アジアの巨大市場に挑む！            | インドネシア                                                               |                                                   |
| 350    | 5月22日 | 鎌田靖            | 知られざる"特殊部隊"に迫る！                                 | 日本、ヨルダン                                                             |                                                   |
| 351    | 6月5日  | 鎌田靖            | 大草原の国がまさかの...ごみ山＆最悪の大気汚染                | モンゴル                                                                   | ごみ問題                                          |
| 352    | 6月12日 | 鎌田靖            | 世界に広がる日本の医療＆今や、高齢者も子供も英語留学！       | カンボジア、フィリピン                                                     |                                                   |
| 353    | 6月19日 | 鎌田靖            | 豪華２本立てSP 「横浜中華街」知られざる歴史と日中関係        | 日本、香港、台湾                                                           |                                                   |
| 354    | 7月10日 | 鎌田靖            | 「飛んでサイパン」埼玉に続け！？                             | サイパン                                                                   |                                                   |
| 355    | 7月17日 | 鎌田靖            | 動物密輸大国ニッポン                                         | タイ、コモド島                                                             | 動物密輸                                          |
| 356    | 7月24日 | 鎌田靖            | 日本人の知らない韓国                                         | 韓国                                                                       |                                                   |
| 357    | 7月30日 | 鎌田靖            | 日本の観光地に価値あり！宮古島＆ニセコが大注目のワケ         | 日本                                                                       |                                                   |
| 358    | 8月7日  | 鎌田靖            | 水道管＆信号が老朽化 新たな危機にどう挑む！？                | 日本、アメリカ                                                             |                                                   |
| 359    | 8月14日 | 鎌田靖            | 私は日本人です…戦争の”忘れ形見"フィリピン残留孤児            | フィリピン                                                                 |                                                   |
| 360    | 8月21日 | 鎌田靖            | 激変する13億人市場インド"日本式コンビニ"が初進出             | インド                                                                     |                                                   |
| 361    | 8月28日 | 鎌田靖            | 世界を変える日本の貢献！"諦めの悪い男たち"の物語             | バングラデシュ                                                             |                                                   |
| 362    | 9月4日  | 鎌田靖            | ココまで来た！世界のAI&ロボット                              | アメリカ、中国                                                             |                                                   |
| 363    | 9月11日 | 鎌田靖            | 今知るべき世界の大問題                                       | タイ、新疆ウイグル、カザフスタン                                           | 人身売買                                          |
| 364    | 9月18日 | 鎌田靖            | 総力取材！世界の沸騰現場から日本の未来が見える               | ベトナム、ラオス、ミャンマー、 ケニア、ウクライナ、ドイツ、 イギリス、香港 | アジアハイウェイ1号線、 一帯一路 アグネス・チョウ |

## テーマ曲
- 新井誠志「ZIPANGU〜沸騰〜」[8]

## スタッフ
※スタッフの一部は週替わり

### 2019年8月現在
- ナレーター:蟹江一平

- 構成:川野孝弘、高野健生、西村佳之、島津秀泰、山名宏和、松林美妃、つかはら、福住敬、藤井誠、服部真由子
- TD:穂之上秀男、滝瀬勝彦
- 映像:畑中陶太、金野勝、早川友也、杉山博紀、浦崎二奈
- スタジオカメラ:高村和隆、滝瀬勝彦、末永尚享、小島正也
- 照明:高柴圭一、和氣義幸、小林瑞雪
- 音声:斉藤孝行、松岡努、小野文之、坂本由貴見、遠藤孝明
- 美術デザイン:植松淳（以前は模型デザイン）
- 美術監督:三重野基（以前はデザイナー）
- セット作画:三瀬夏之介
- スタイリスト:佐々田加奈子、三上津香沙、興津靖江、青柳和宏、児玉史佳
- メイク:山田かつら
- FD:かもめ
- 技術協力:テクノマックス、テレビ東京コミュニケーションズ
- 美術協力:テレビ東京アート
- リサーチ:西岡剛
- 番組宣伝:鍬田美穂
- 声の出演:ベルベットオフィス
- 撮影:長沼俊文、小柴健嗣、藤間誠一、鈴木功、大手洋行、岡本薫、安藤孝之、成田大輔、湯原直樹、山森義明、松岡達也、縄田浩太郎、斎藤一仁、田仲景、岡田義彰、河渕準平、湯浅幸司、西山和哉、伴戸弘樹、松本克己、足立真仁、鮫島元一、福田陽一郎、白石雅士、豆 豆、矢野哲夫、青島幹人、篠崎順一、菊島政之、ノーステレビスタッフ 角本冬樹、小松直哉、石川健治、北島健慈、松井孝行、張華東、徐乾智、高橋秀典、池畑道佐、リチャード・アトレロ・デ・グズマン、西岡慶太、戸田純、加藤実智雄、赤羅賢時、高安融彦、竹腰登樹、大石英男、菊島政之、菅原渉、河内田信彦、じんぼたくや(神保卓也)、津田直幸、成田伸二、加藤実智雄、佐藤力、月村圭、松岡豊、八坂樹
- オフライン編集:矢野博之、久保剛、近藤圭、渡辺康介、深野俊英、織茂淳、伊東正寿、薮下一也、五十川亮介、岩崎伸夫、織田匡彦、矢吹雅弥、川村周平、大山幸樹、平澤政吾、加藤岡亮介、村上学、平澤政吾、榛村留理子、野村晧平、金和彦、中山大輔、土屋智章、鎌谷正一、斉藤和彦、村井佐知、川上智、中島正太、大木大介、加藤岡亮介
- タイトル・デザイン:ROBOT
- CG:大前サトル、イメージ・セッション
- 模型デザイン:J.I.V.A.、ジバ総合美術工房
- 音楽プロデュース:新井誠志、板垣仁美
- 編集:関戸博、小櫃利朗、富田一弘、米沼元之、鈴木智大
- MA:武田明賢
- AP:尾形和義、松尾心、戎戎（一時離脱→復帰）、中嶋希理子、矢田綾奈、向山麻子、杉田郁子
- AD:新保裕貴、小佐井正美、中西由香、佐川将仁、黒澤真菜美、髙坂明大、松田峻一、森田大輝、樋山有紀、那須俊介、蒔田祥子、大前裕美、久永慎也、岡本侑大、西谷葵、細谷奈緒、中島正太、染谷拓、岡本博正、佐藤安奈、張雅雲、細谷奈緒、蒔田祥子、鮫島詩織莉、八田高丞
- ディレクター:高橋伸征、山崎修、高橋竜也、的場英則、石原威、海部雄太、鶴見昌彦、大城浩一郎、宮城達也、野口智之、野口亮太郎、刈賀雅孝、高木快郎、北条(條)雅樹、須田琉風、鈴木真、金山円、岡田和巳、橋詰圭太、田辺洋士、若井啓之、趙亮、羽田安秀、洪由姫、林憲司、小嶋康照、石丸葵、竹内亮、鈴木理恵、祖山聡、深田彩、尾原裕子、吉田禎、吉田知可、徳地英孝、吉田広、永田純、長谷川将、中村航、園畑将基、小川純（以前はAD）、尾原裕子、福元雄一、菅原章五、中村典和、宇田川正博、松下元、柴田芳浩、永尾秀樹、清川玲奈、岡谷直子、和田高、岩城千織、澤田賢一、原義史、吉田知可、ライアン・マキューン、山口博之、中村典和、宇田川正博、吉田広、宮城達也、勝村武史、橋詰圭太、野口亮太郎
- プロデューサー:清水昇、小泉哲朗、桧山岳彦、鈴木嘉人（以前はディレクター）、海老原征士、内藤陽一（以前はディレクター）、鈴木崇之（一時離脱→復帰）、清藤麻美、深堀鋭、松井秀裕
- チーフプロデューサー:平井裕子（以前はプロデューサー）
- 制作協力:日経映像、トップシーン、iNTERNET、ホームルーム、ローリング、ANGL LINE、メディア・メトル
- 協力:日本経済新聞社
- 制作著作:テレビ東京

### 過去のスタッフ
- ナレーター:藤原啓治（番組開始から2015年3月16日まで担当）/井上喜久子（初回のみ）
- TP:橋本尚志、榎本吉雄
- 映像:杉山博紀、佐久間元貴、葛西雅弘
- 撮影:栄倉正美、清水徹、小島正也
- 照明:古川雅士
- アートプロデューサー:薬師寺哲朗
- VE:宮田伸行
- 美術監督:金子宙生
- スタイリスト:有山梨沙、重田沙織、小山よし子、小林久美、寄森久美子、松本ま生、青柳和宏
- FD:中川義規（以前はディレクター）、東京ティラノサウルス
- TK:池田智美
- 技術協力:テレビ東京ブロードバンド
- セット協力:imura art gallery
- リサーチ:Viento Inc.
- オフライン編集:斉藤和彦、若山友也、森山靖史、大石雄介、須永弘志
- 番組宣伝:長江璃奈、鈴木紀子、宮本聖子、堀川久美
- カメラ:為谷純、長尾斉之、李承宰、石田太、戸田純、湯原直樹、奥村知樹、小寺和世、だだだ、加部大輔、写童団
- AP:荒井かおり
- AD:布施美那、蒔田翔子、村上幸子、田中尚、松井慎太郎、西尾智仁
- ディレクター:樽見近工、岸憲人、土井伊織、菅昌修、福田徳隆、半谷利希、吉田菜穂、高垣圭介、大西慶樹、大嶋伸夫、髙越裕之、大谷征史、井上和也、中村賢治、木下昇、田中尚、水落美咲、平野隆行、山田剛司（以前はAD）、村上良太、大長万里子、原義史、吉川麻衣子、加藤純、おおぬきよう、井上裕次
- プロデューサー:和田佳恵、千葉隆弥、斉藤智礼、松井秀裕
- 統括プロデューサー:福田裕昭（以前はチーフプロデューサー）
- チーフプロデューサー:大久保直和（以前はプロデューサー）、川口尚宏
- 制作協力:ダイナマイトレボリューションカンパニー、メディア・メトル、RoIIig
- 現場の撮影コーディネート:エクセルマン・プロダクションズ：フランス，パリ，ベルギー，オーストリア，マケドニア，ボスニア・ヘルツェゴビナ，ウクライナ（キエフ，チェルノブイリなど），ナイジェリア、

## ネット局・放送日時
| 放送対象地域   | 放送局             | 系列           | 放送日時                     | 放送期間                       | 遅れ       | 備考     |
| -------------- | ------------------ | -------------- | ---------------------------- | ------------------------------ | ---------- | -------- |
| 関東広域圏     | テレビ東京         | テレビ東京系列 | 水曜 22:00 - 22:54           | 2011年11月14日 - 2019年9月18日 | 制作局     | [ 注 3 ] |
| 北海道         | テレビ北海道       | テレビ東京系列 | 水曜 22:00 - 22:54           | 2011年11月14日 - 2019年9月18日 | 同時ネット | [ 注 3 ] |
| 愛知県         | テレビ愛知         | テレビ東京系列 | 水曜 22:00 - 22:54           | 2011年11月14日 - 2019年9月18日 | 同時ネット | [ 注 3 ] |
| 大阪府         | テレビ大阪         | テレビ東京系列 | 水曜 22:00 - 22:54           | 2011年11月14日 - 2019年9月18日 | 同時ネット | [ 注 3 ] |
| 岡山県・香川県 | テレビせとうち     | テレビ東京系列 | 水曜 22:00 - 22:54           | 2011年11月14日 - 2019年9月18日 | 同時ネット | [ 注 3 ] |
| 福岡県         | TVQ九州放送        | テレビ東京系列 | 水曜 22:00 - 22:54           | 2011年11月14日 - 2019年9月18日 | 同時ネット | [ 注 3 ] |
| 岐阜県         | 岐阜放送           | 独立局         | 水曜 22:00 - 22:54           | 2011年11月14日 - 2019年9月18日 | 同時ネット | [ 注 3 ] |
| 滋賀県         | びわ湖放送         | 独立局         | 水曜 22:00 - 22:54           | 2011年11月14日 - 2019年9月18日 | 同時ネット | [ 注 3 ] |
| 奈良県         | 奈良テレビ         | 独立局         | 水曜 22:00 - 22:54           | 2011年11月14日 - 2019年9月18日 | 同時ネット | [ 注 3 ] |
| 和歌山県       | テレビ和歌山       | 独立局         | 水曜 22:00 - 22:54           | 2011年11月14日 - 2019年9月11日 | 同時ネット | [ 注 3 ] |
| 三重県         | 三重テレビ         | 独立局         | 日曜 22:00 - 22:54           | 2012年4月1日 - 不明            | 遅れネット | [ 注 5 ] |
| 富山県         | 富山テレビ         | フジテレビ系列 | 水曜 2:05 - 3:05（火曜深夜） | 2013年3月24日 - 不明           | 遅れネット | [ 注 6 ] |
| 岩手県         | 岩手めんこいテレビ | フジテレビ系列 | 日曜 14:00 - 14:55           | 2017年6月4日 - 2020年1月19日   | 遅れネット | [ 注 7 ] |

- 初回視聴率は5.5%（ビデオリサーチ調べ、関東地区・世帯・リアルタイム）[10]。
- 三重テレビを除く独立局では、同時ネットとはいえあくまで番販ネットであり、自主編成（県議会ダイジェスト、高校野球ハイライトなど）のために臨時非ネットまたは遅れネットとすることがあった。

### 過去のネット局
- 鹿児島放送（テレビ朝日系列） - 土曜 6:00 - 7:00（2016年11月12日 - 2017年4月1日）[注 8]
- 南海放送（日本テレビ系列） - 土曜 16:00 - 16:55（2016年10月1日 - 2018年3月）[注 9]
- BSテレ東（BSデジタル放送） - 日曜 17:30 - 18:30（2014年10月19日 - 2018年9月23日）[注 10]

## 書籍
いずれも、テレビ東京報道局の編集で、日本経済新聞出版社から刊行。
- 「未来世紀ジパング 沸騰現場を通じて考える『ニッポン再発見』」（2016年2月初版刊行、ISBN 978-4-532-16983-1）
- 「未来世紀ジパング 近くて遠い国、中国・韓国の真の顔」（2016年2月初版刊行、ISBN 978-4-532-16984-8）

上記の書籍に加えて、放送のテーマ別に、複数の電子書籍を有料で提供している。